# Сухой Берсут
Сухой Берсут — посёлок в Мамадышском районе Татарстана. Входит в состав Урманчеевского сельского поселения.

## География
Находится в центральной части Татарстана на расстоянии приблизительно 34 км на юго-запад по прямой от районного центра города Мамадыш на правом берегу Камы в зоне подпора Куйбышевского водохранилища.

## История
Известен с 2002 года. До этого был известен как место зелёной стоянки туристических теплоходов. Развивается как дачный посёлок.

## Население
Постоянных жителей было: в 2002 году 1 (русские 100 %), в 2010 году 5.